# Municipio de Harrison (condado de Scotland)
El municipio de Harrison (en inglés: Harrison Township) es un municipio ubicado en el condado de Scotland en el estado estadounidense de Misuri. En el año 2010 tenía una población de 351 habitantes y una densidad poblacional de 3,25 personas por km².

## Geografía
El municipio de Harrison se encuentra ubicado en las coordenadas 40°21′7″N 91°59′45″O / 40.35194, -91.99583. Según la Oficina del Censo de los Estados Unidos, el municipio tiene una superficie total de 107.92 km², de la cual 107,42 km² corresponden a tierra firme y (0,46 %) 0,49 km² es agua.

## Demografía
Según el censo de 2010, había 351 personas residiendo en el municipio de Harrison. La densidad de población era de 3,25 hab./km². De los 351 habitantes, el municipio de Harrison estaba compuesto por el 98,86 % blancos, el 0,28 % eran amerindios, el 0,85 % eran asiáticos. Del total de la población el 0 % eran hispanos o latinos de cualquier raza.